# Okay (singel Kōshiego Inaby)
„Okay” – czwarty singel japońskiego piosenkarza Kōshiego Inaby, wydany 23 czerwca 2010 roku. Osiągnął 1 pozycję w rankingu Oricon i pozostawał na liście przez 11 tygodni, sprzedał się w nakładzie 134 381 egzemplarzy. Singel został wydany w dwóch edycjach: regularnej i limitowanej.
Singel zdobył status złotej płyty.

## Lista utworów
| Nr | Tytuł                                  | Czas |
| -- | -------------------------------------- | ---- |
| 1. | „Okay”                                 | 5:15 |
| 2. | „Salvation”                            | 4:34 |
| 3. | „My mirai” (jap. マイミライ Mai mirai) | 2:51 |

## Notowania
| Lista                      | Pozycja |
| -------------------------- | ------- |
| Oricon Weekly Albums Chart | 1       |
| Oricon Yearly Albums Chart | 45      |
| Billboard Japan Hot 100    | 1       |